# Nelleke Zitman
 (février 2019).
Si vous disposez d'ouvrages ou d'articles de référence ou si vous connaissez des sites web de qualité traitant du thème abordé ici, merci de compléter l'article en donnant les références utiles à sa vérifiabilité et en les liant à la section « Notes et références ».
Nelleke Zitman, née le 19 décembre 1958 à Delft,, est une actrice néerlandaise.

## Filmographie

### Cinéma et téléfilms
- 1983 : Herenstraat 10 (nl) : L'étoile du courrier
- 1984 : Hotel in Kopenhagen : Mieke
- 1985 : Het bloed kruipt : Ingrid
- 1986 : De Appelgaard (nl) : Lucy
- 1989 : Het verhaal van Kees : la maman
- 1992 : 12 steden, 13 ongelukken (nl) (Spijkenisse) : Hester
- 1993 : Belle : Marthe
- 1993-1995 : Coverstory (nl) : Marlies Moerman
- 1995 : Au revoir : Ine
- 1996 : Willie en Nellie : Nellie
- 1997 : Sterker dan drank : Pam de Vries
- 2000 : Baantjer : Pauline Koedooder
- 2000 : Wildschut & De Vries (nl) : Erica Paardekooper
- 2001 : Ochtendzwemmers (nl) : la docteur
- 2002 : Spangen (nl) : Nelleke Vogels
- 2004 : Bitches (nl) : la juge
- 2004 : Missie Warmoesstraat (nl) : la juge
- 2006 : Man en paard (nl) : l'agente
- 2007 : Voetbalvrouwen (nl) : Tineke, la manager organisatrice
- 2008 : Ode Ober (nl) : la maman
- 2008 : Roes : Saskia
- 2008 : Spoorloos verdwenen (nl) : Kim Scharing
- 2008 : De co-assistent (nl) : Fianne Mulder
- 2009 : Vuurzee (nl) : la docteur Bouts
- 2009 : Witte vis (nl) : la spectatrice
- 2011 : 'Van God Los (nl) : la docteur
- 2012-2017 : Dokter Tinus : Stella Hanszen
- 2013 : Moordvrouw : Lieke Mans
- 2014 : Nena (nl) : la professeur de chimie
- 2016 : Riphagen : la mère de Betje

## Vie privée
Elle fut l'épouse de compositeur Erik van 't Wout (nl). Elle a eu un fils avec l'acteur Reinout Bussemaker.